# Philipp Spitta (poeta)
Karl Johann Philipp Spitta (Hannover, 1º agosto 1801 – Burgdorf, 28 settembre 1859) è stato un poeta tedesco.

## Biografia
Nacque a Hannover, studiò a Gottinga, e dal 1824 al 1828 fu un tutore a Luneburgo, stesso luogo in cui scrisse i suoi inni. Successivamente fu un vicario e pastore in diverse chiese e nel 1859, poco prima della sua morte, fu nominato sovrintendente a Burgdorf.

## Inni
Alcuni dei suoi inni sono:
- Psalter und Harfe (1833, rivisto con nota biografica da suo figlio, Ludwig, 1890, "Jubilee" ed., 1901)
- Nachgelassene geistliche Lieder (1861 con frequenti ristampi)

## Famiglia
Tra i suoi antenati vi era diocesano ebreo Glikl bas Judah Leib. Era il figlio di Friedrich Spitta noto teologo. Un altro figlio, anche nominato Philipp Spitta, era un musicologo, meglio noto per la sua biografia su Johann Sebastian Bach.